# Comunitat religiosa
En l'àmbit sociològic, una comunitat religiosa fa referència a un grup de persones dins d'un espai determinat que s'identifica per les seves creences religioses comunes, tot constituint un grup diferenciable amb una forma de veure el món, uns costums i una ètica ben determinades.